# 中国摇滚乐
中国摇滚乐是指中国大陆发展的摇滚音乐，摇滚音乐作为一种独立的音乐种类最早于20世纪80年代左右出现在中国。中国摇滚樂被描述为一种反传统的工具、反抗主流意识形态、商业建制以及文化霸权的音乐。在1980年代“新启蒙运动”的大背景下，1986年崔健的《一无所有》成为中国大陆摇滚乐的开山之作，美学家高尔泰曾经评价：“也许崔健和他的摇滚乐是中国目前唯一可以胜任启蒙的艺术形式..... 中国需要启蒙。”

## 历史

### 西北风和中国摇滚的诞生（1980年代）

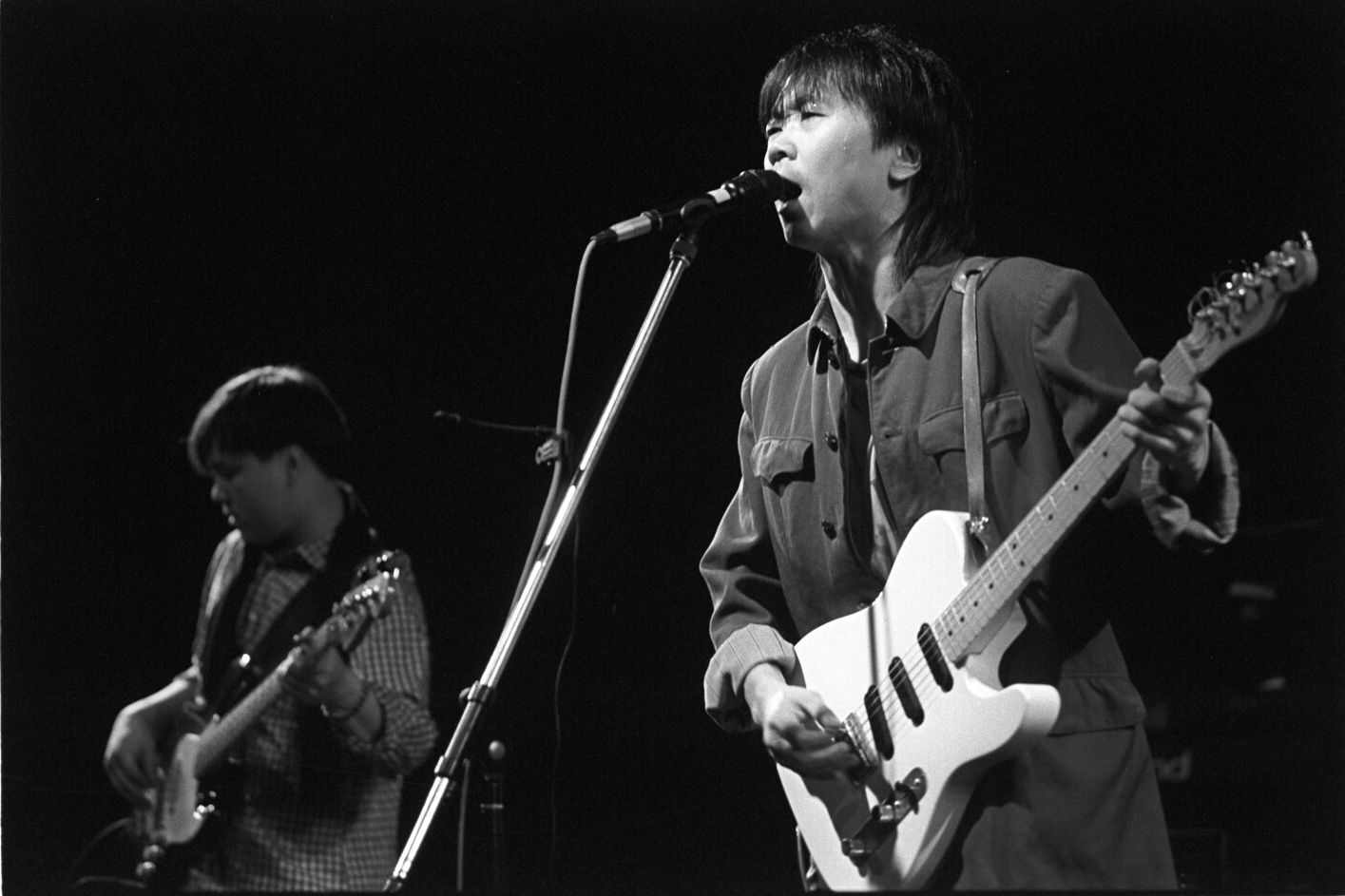
1993年的崔健在柏林演出

1970年代末，中国改革开放政策实施，使得摇滚乐传入中国内地。 中国摇滚1980年代在改革开放后一股文化浪潮“西北风”中起步。第一支摇滚乐队是万李马王乐队。
1979年，万李马王乐队在北京第二外国语学院成立，成员为万星、李世超、马晓艺和王昕波。乐队主要以翻唱披头士和比吉斯的音乐为主。这也是目前为止所知的，公认的中国大陆的第一支摇滚乐队。
1982年，蝮虫及乐队由丁武、王迪等组建。
1983年，大陆乐队成立。成员均为来京的外国人，成员由艾迪、保罗、戴卫、西菲利、贺加德、南西尔、伊楼、伊望组成，以外国势力推动力较大地中国摇滚乐发展。艾迪和几个外国人成立“大陆”乐队。这支乐队作用非同小可，直接构成了中国摇滚乐产生的催化剂。在香港，Beyond乐队正式成立，乐队以黄家驹、黄贯中、黄家强、叶世荣四人阵容最为熟悉。
1984年，七合板乐队成立，成员包括崔健、刘元、杨强、周晓明、文博、安邵华、李秀立，主要演唱欧美流行曲。该乐队不是摇滚乐队，但其中崔健等人后来极大地推动了中国摇滚乐发展；同年不倒翁乐队成立，成员有臧天朔、丁武、王迪、王勇、孙国庆、秦齐、李季、严钢、李力，内地第一支尝试用电声器演绎现代音乐的乐队，为中国内地摇滚作了一定奠基。
1986年，摇滚歌曲第一次正式在中国作为有声出版物出版，是1986年“世界和平年百名歌星演唱会”的纪念专辑中收录了崔健的《一无所有》、《不是我不明白》，这也标志着中国摇滚乐的正式诞生。1989年《新长征路上的摇滚》则是中国摇滚唱片史的开始 。摇滚在中国的“反文化”中生根发芽。在那个年代成为大众文化后导致了1990年“现代摇滚”的酝酿。
1985年，崔健的《浪子归》专辑出版发行，专辑中有一定的摇滚气息，被誉为“中国摇滚乐开山之作”。1986年，5月9日崔健在北京工人体育馆“世界和平年”首届百名歌星演唱会上首唱《一无所有》，在随后出版的该演唱会拼盘音带《让世界充满爱》中收录了这首歌。侯德健与程琳合作发表了《新鞋子旧鞋子》。
1987年，黑豹乐队成立，初创阵容为主音吉他李彤、节奏吉他郭传林、贝斯王文杰、鼓手程伟和王文杰的大哥王文芳，丁武主唱，1988年窦唯加入丁武退出。
1988年，呼吸乐队成立，组建者为高旗，硬摇滚风格。同年唐朝乐队成立，是中国的第一支重金属乐队，由丁武（主唱、节奏吉他手）、张炬（贝斯手），和在京留学生 Kaiser（郭怡广，美籍华人）和他的同学 Szabo 组成。同年清醒乐队成立，国内首支英式摇滚风格乐队，主唱沈黎晖在 1997年成立了著名的唱片公司摩登天空。
1989年，崔健远赴伦敦参加亚洲流行音乐节，标志着中国摇滚乐的正式走向世界。同年崔健《新长征路上的摇滚》发行，这是中国摇滚史上第一张真正意义的摇滚专辑。同年张楚出道。录制了早期作品《西出阳关》、《Bopomofo》，并收录在《一颗不肯媚俗的心》里。同年面孔乐队成立。风格为重金属。这是中国第一支少年乐队。同年青铜器乐队成立。同年现代人乐队成立。同年眼镜蛇乐队成立，作为中国摇滚史上第一支女子乐队，由肖楠、王晓芳、虞进 、所以、林雪、林那儿、维维组成，1992年德国国家电视一台专程为眼镜蛇乐队拍摄了一部专题音乐片，同时眼镜蛇乐队是第一支在欧洲巡演、第一支在纽约最具传奇色彩的摇滚俱乐部CBGB登台的中国乐队。

### 流行阶段（1990年代）
多方面因素使得中国摇滚乐1990年代以来流行起来，最初由崔健、窦唯、丁武（唐朝）等的带领逐渐形成流行风潮，在中国的商品化和市场化形式产生推动下，达到流行高峰，产生了大量摇滚乐队，有密集演出，后期有许巍、郑钧、汪峰等影响较大的摇滚乐歌手。
1990年，第11届亚洲运动会即将在北京举行。1 月至 4 月，崔健以自己的影响为亚运募捐，举办全国巡回演出。同年，洪波、叶桂刚、蔡原江所著的《崔健现象—摇滚诱惑之谜》由学苑出版社出版发行。全国讲述了崔健从事音乐的经历和有关摇滚重要发展过程。这是第一次对中国摇滚的正面报道。现代音乐会开幕，后来被称为“中国首届摇滚音乐节”。在首都体育馆，由唐朝、呼吸、眼镜蛇、宝贝兄弟、1989、ADO 这 6 个摇滚乐队联袂出演。这是一场标准性的演出，也是京城摇滚第一次的大型摇滚演出。
黑豹、1989、眼镜蛇和宝贝兄弟联合南下深圳，参加“深圳之春”摇滚演出，这是京城摇滚首次以集体的规模出访外地。呼吸乐队的专辑首次在海外发行，这是中国摇滚乐专辑首次在国外发行。崔健的专辑《一无所有》在台湾上市。这是继 1989年后，中国摇滚乐第一次面向海外媒体。报童乐队成立。成员有何勇，王立冬、罗岩，风格为朋克。这也是何勇在中国摇滚史上的初登场。黑马乐队在成都成立。这也是罗琦在中国摇滚史上的初登场。
1991年，红色部队乐队成立，成员为陈劲、场林、吴运涛、赵牧阳，是朋克乐队。做梦乐队成立，成员为窦唯、陈劲、吴柯、陈小虎、余伟民、白方林、赵牧阳。指南针乐队成立，由主唱罗琦，吉他手周迪，键盘手郭亮，鼓手郑朝晖，贝司手岳浩昆和萨克斯手苑丁组成。Again(轮回)乐队成立，吴彤、赵卫、周旭、尚巍这五位来自中国高等音乐院校的高才生组成了轮回乐队。超载乐队成立，成员有主唱高旗、吉它手韩鸿宾、鼓手赵牧阳等，是中国第一支激流金属乐队。自我教育乐队成立，成员为蒋温华、罗岩、王冬冬、王立冬，风格为另类摇滚。
《黑豹》专辑在香港一推出，即引来内地疯狂的盗版狂潮。“黑豹”作品《Don’t Break My Heart》在香港商业电台排行榜入主榜首位置。崔健第二张专辑《解决》出版。
1992年，《音乐天堂》杂志创办。由广州的几名大学生创办的这本叫做《音乐天堂》杂志，最初它主要介绍欧美音乐，1997年后它开始转向了对国内音乐的关注。唐朝乐队《梦回唐朝》专辑发行，是中国第一张金属乐专辑。《中国火 I》出版，《中国火 I》由台湾滚石有声出版社有限公司出版发行。赵牧阳个人首张专辑《流浪》发行，这张专辑号称是中国摇滚首张群星演绎专辑。郑钧和当时著名摇滚唱片公司红星生产社签下唱片合约，这是中国摇滚历史性的一次签约。麦田守望者、死亡钟乐队、D.D.节奏乐队、新谛乐队、穴位乐队、粉雾乐队等成立。隶属滚石唱片公司的魔岩唱片公司成立。
1993年，《中国大摇滚》合辑出现市面，这是中国摇滚史上的第一次维权活动。全美 MTV 音乐奖提名揭晓，唐朝乐队以《梦回唐朝》获亚洲最佳 MTV 提名。中国内地第一家摇滚学校——迷笛音乐学校开学，开学典礼由崔健、唐朝乐队负责典礼讲话。
NO 乐队成立，左小祖咒组建。苍蝇乐队成立，由丰江舟、宋永红、王劲松、岩磊组成。这是国内第一个由美术家组成的乐队。同时，也是国内第一支 Grunge 风格的乐队。鲍家街 43 号乐队成立，汪峰创建。风格为蓝调摇滚。乐队所有成员均来自中央音乐学院，鲍家街 43 号，也正是中央音乐学院的门牌号。战斧乐队成立。当时中国最早期的为数不多的重金属乐队之一。飞乐队在西安成立，飞乐队的主唱、节奏吉他手、词曲创作人是许巍。死亡钟乐队更名为冥界，这是中国第一支死亡金属乐队，也是中国死亡金属音乐这一风格的创始者。新金属风格乐队铁风筝成立，这也是中国在当时为数不多的新音乐的乐队之一。地下婴儿乐队成立，代表作《觉醒》，乐队也一直被公认为的中国朋克音乐的代表乐队。瘦人乐队成立。苍狼乐队在内蒙古成立，腾格尔创建，这是第一支跨意义的独具少数民族风格的乐队。
1994年，魔岩唱片下的三张专辑发布：何勇《垃圾场》窦唯《黑梦》张楚《孤独的人是可耻的》。崔健的第三张专辑《红旗下的蛋》发布。眼镜蛇乐队首张专辑《Hypocrisy》在德国发行欧洲版，同时乐队赴欧洲进行了三十场巡回演出。许巍前往北京，签约红星生产社，并为田震写下了《执着》。郑钧的专辑《赤裸裸》发行。魔岩三杰（窦唯、张楚、何勇）及唐朝乐队在香港红堪举办摇滚中国乐势力演唱会。子曰乐队成立。由主唱秋野在北京建立，风格为前卫摇滚，独创了新的具有中国特色的风格相声摇滚。
1995年，臧天朔《我这十年》专辑发布。轮回乐队首张专辑《创造》发布。窦唯的专辑《艳阳天》发布。布衣乐队在宁夏银川成立。夜叉乐队在四川自贡成立，风格为重金属和车库，97年后到北京转型为新金属。猎人乐队成立，谢天笑创始。唐朝乐队贝斯手张炬逝世。
1996年，香港歌手王菲的专辑《浮躁》发行并在声誉上取得巨大成功。这张专辑由内地音乐人主导制作，完美融合了中国本土摇滚和英伦摇滚，并登上了《时代周刊》、CNN等世界主流媒体，将华语摇滚首次带入国际主流视野。周韧个人专辑《榨取》，这也是国内首张具有意义的 Grunge 风格唱片。《中国火 II》出版发行。超载乐队首张专辑《超载》发行。达达乐队在武汉成立。达达乐队是中国唯一一个签约全球五大唱片公司之一的华纳唱片的摇滚乐队，并且在 2001年 5 月出任 IBM "e 新风格"中国地区形象代言人，成为当时中国唯一一支代言国际品牌的摇滚乐队，风格为英式摇滚。朋克乐队新裤子乐队成立。零点乐队首张专辑《别误会》发行。武汉第一支朋克乐队生命之饼乐队成立。
1997年，摩登天空唱片公司成立。郑钧的专辑《第三只眼》发布。Billboard》在 1997年 2、3、6 月号上发表了专栏文章和多幅照片介绍郑钧，使郑钧成为登上《Billboard》榜的第一位中国歌星。许巍首张专辑《在别处》发行。在没有任何宣传的情况下，销量达到了 50 万。南昌地下团盘古（Punk God）的样带专辑《怎么办》在国内流传。这是中国地下音乐第一次得到民间大范围传播。苍蝇乐队《The Fly i》发行。张楚的专辑《造飞机的工厂》发布。鲍家街 43 号专辑《鲍家街 43 号》发行。
反光镜乐队成立。脑浊乐队成立。朋克乐队妖蕊（The Noname乐队前身）成立。广州诞生了中国第一个独立音乐民间团体“杂音”。中国第一支敲击死亡金属乐队窒息成立。冷血动物乐队成立，主唱兼吉他手谢天笑，贝斯手李明，鼓手梁旭。北京朋克代表乐队诱导社成立。中国后朋克乐队P.K 14成立。

1998年，崔健推出第六张专辑《无能的力量》。秋天的虫子乐队在北京成立，腰乐队在云南成立，朋克金属乐队阿修罗在成都成立，中国艺术摇滚代表木马乐队在湖南长沙成立，重型音乐乐队雷神在成都成立，平均年龄只有 16 岁的花儿乐队成立，作为当时新蜂音乐主推的少年乐队，花儿以流行朋克为主，并于同年推出专辑《花儿》，说唱核乐队扭曲的机器在北京成立，前卫摇滚、艺术摇滚乐队声音玩具在成都成立。国内首张朋克合辑《无聊军队》发行。《朋克时代》在广州创办，杂志除主要介绍国外优秀摇滚资讯外，也以挖掘推广国内名气不高的优秀地下乐队。《Hit 轻音乐》杂志（Hit Music）发行。

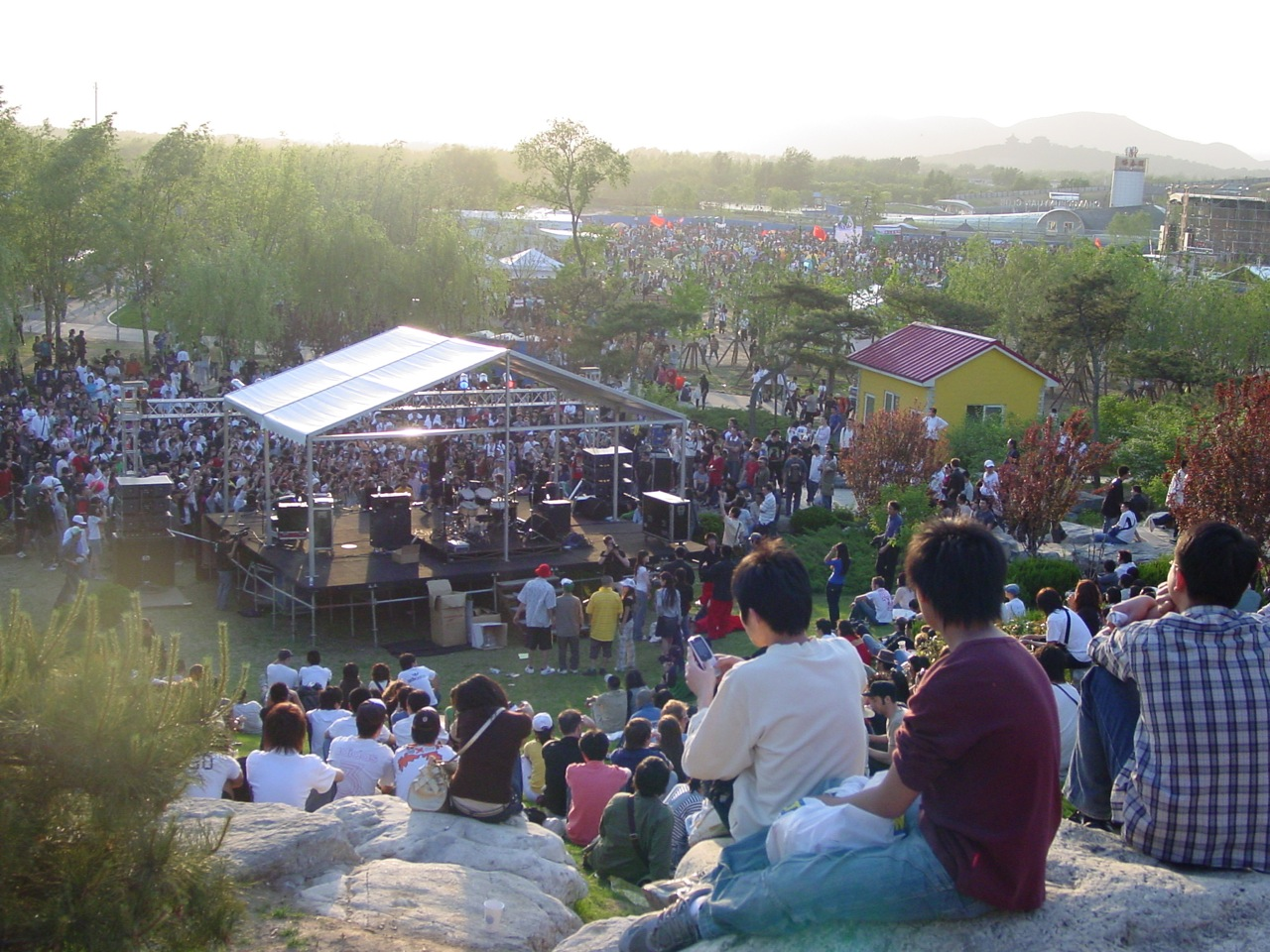
音乐节是許多中國搖滾樂歌手盈利的主要手段（迷笛音乐节，2007年）

1999年，痛苦的信仰乐队成立，早期风格为新金属，后期转为民谣、硬摇滚。并将名字“痛苦的信仰”改为“痛仰乐队”。花儿乐队首张专辑《幸福的旁边》发行。杭天与乐队的首张专辑《我的心是油炸的蚕豆》发布，是国内第一张Blues原创专辑。《摩登天空》有声杂志创刊，同时《摩登天空 3》出版。力量金属、新金属乐队军械所在北京成立。中国的后摇乐队惘闻，在大连成立。前卫摇滚废墟乐队成立。初创成员由主唱及吉他手周云山、吉他手周老二、贝司手曹操、鼓手陈昆、贝司手王传江组成，残酷死亡金属风格乐队腰斩在西安成立，山人乐队在云南成立，这是一支由汉族、佤族、布依族组建起来的乐队。激流金属乐队杀戮在北京成立。二手玫瑰乐队成立。

### 地下阶段和复兴（21世纪初）

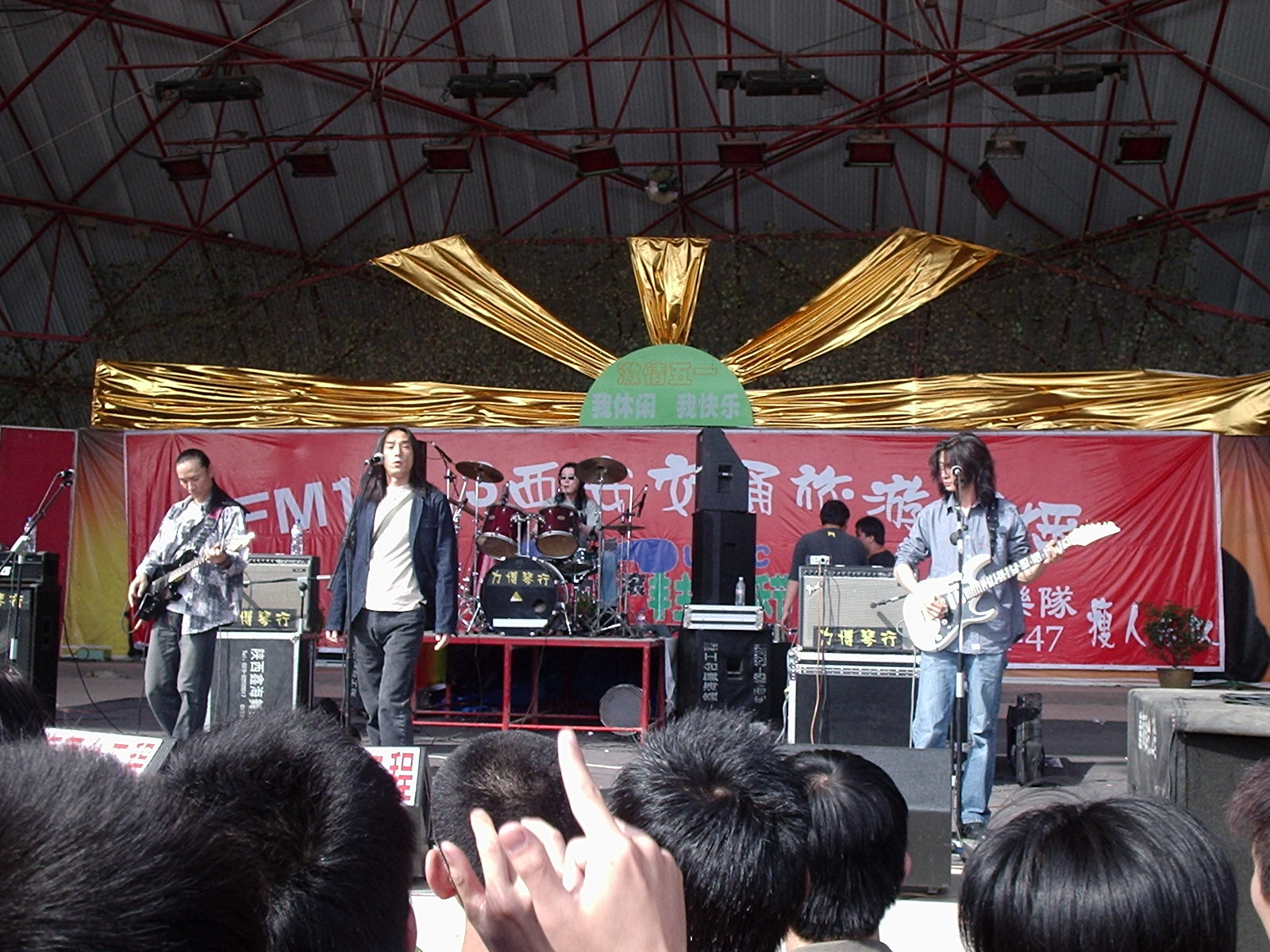
唐朝乐队在西安奏乐（2004年）

2000年后，中国摇滚乐相较于1990年代有所低迷，多数处于地下，但一段时间后继续作为独立音乐开始有一定复兴现象。
2001年，来自西安的The Noname乐队成立，也是07年摩登天空正式签约的第一支OLD SCHOOL朋克乐队。
2002年, 万能青年旅店成立。此乐队被摇滚爱好者视为21世纪最伟大的华语摇滚乐队，2006年，凭借单曲《不万能的喜剧》获得关注。2007年，万能青年旅店首次在北京登台演出。2009年，发行乐队首张EP《万能鸵鸟驯养指南》。2010年11月12日，发行乐队首张同名专辑《万能青年旅店》，并凭借该专辑获得第11届音乐风云榜最佳摇滚新人、最佳摇滚专辑及最佳摇滚歌曲奖。2011年，获得第11届华语音乐传媒大奖最佳乐队奖 。2015年，举行“河北墨麒麟”台湾巡演。2016年，举行“河北墨麒麟”巡演。2017年，举办“渤海洗雷音”特别专场演唱会。2020年12月22日，发行乐队第二张音乐专辑《冀西南林路行》。
2007年，丝绒公路乐队成立，是21世纪组建的第一支中国硬摇滚乐队。
2017年8月5日，九宝乐队受邀参加伍德斯托克音乐节，是首支参加伍德斯托克音乐节的中国乐队。
2019年，摇滚综艺竞技节目《樂隊的夏天》播出，于中国掀起摇滚热潮。

## 衍生作品

### 电影
- 《北京杂种》（1992年）

- 《昨天》（2001年）

- 《摇滚藏獒》（2015年）

- 《摇滚多多》（2006年）

- 《再见，乌托邦》（2007年）

- 《北京乐与路》（2001年）

- 《蓝色骨头》（2013年）

- 《中国摇滚在柏林》（1992年）

### 图书
- 《崔健：在一无所有中呐喊》（1992年）

- 《摇滚危机 : 20世纪90年代中国摇滚音乐研究》（2005年）

## 站外链接
- 中国摇滚特刊（页面存档备份，存于）
- 中国摇滚Database（日文）
- 中国摇滚网站（英文）
- 摩登天空（页面存档备份，存于）